# Терещенко, Дмитрий Юрьевич
Дми́трий Ю́рьевич Тере́щенко (род. 4 апреля 1987, Павлоград, Днепропетровская область) — украинский футболист, выступавший на позиции полузащитника.

## Карьера
Выступал за могилевскую команду «Днепр» с 2007 года. За неё он провел 126 матчей и 8 раз отличился голом. В составе команды стал бронзовым призёром чемпионата Беларуси в 2009 году. В конце 2011 года к Дмитрию проявил интерес столичный клуб «Динамо». И в начале 2012 года контракт между игроком и клубом был заключен. Дебют Терещенко за «бело-голубых» состоялся 11 июня 2012 года в матче против мозырьской «Славии». Минчане одержали победу — 2:0 в пользу «Динамо». Дмитрий пробыл на поле 56 минут.
28 августа 2012 перешёл в «Днепр» по арендному соглашению. Играл за «Днепр» до окончания сезона 2012. Помог могилёвскому клубу с первого места выйти в высшую лигу. В декабре вернулся в столичное «Динамо».
В январе 2013 арендован бобруйской «Белшиной».
По окончании сезона покинул расположение минского «Динамо».
В декабре 2022 года продлил контракт с могилёвским «Днепром». В ноябре 2023 года пресс-служба клуба сообщила, что футболист по окончании сезона покидает клуб. После заключительного матча 25 ноября 2023 года против «Осиповичей» футболист завершил профессиональную футбольную карьеру игрока, при этом помог клубу выйти в Высшую лигу, став серебряным призёром Первой лиги.

## Тренерская карьера
В конце ноября 2023 года футболист сообщил, что с большой долей вероятности продолжит работать в качестве тренера в могилёвском «Днепре».

## Достижения
- Бронзовый призёр чемпионата Белоруссии (2): 2009, 2012